# Ignacy Mostowski
Ignacy Mostowski (ur. 1882 w Brzesku, zm. 1953) – polski specjalista w dziedzinie ogrzewnictwa, profesor Politechniki Łódzkiej.
W 1913 roku uzyskał dyplom inżyniera na Wydziale Budowy Maszyn Politechniki Lwowskiej. W tymże roku zaczął pracować w tej uczelni w Katedrze Teorii Maszyn Cieplnych. W tym czasie zainteresował się zagadnieniami maszyn do liczenia wówczas niemal nieznanymi, opracowując konstrukcję takiej maszyny. Jeszcze w czasie studiów opracował i opublikował teorię suwaka logarytmicznego w zastosowaniu do obliczania logarytmów wielocyfrowych. W latach 1919–1939 pracował w Politechnice Warszawskiej w Katedrze Teorii Maszyn Cieplnych. Praktykę inżynierską zdobył w firmie „Zieliński – Fabryka Maszyn i Mostów Żelaznych”, w hucie żelaza, odlewni i walcowni w Borku Fałęckim pod Krakowem, w Augsbursko-Norymberskiej Fabryce Maszyn w Augsburgu. W roku akademickim 1921-1922 przebywał w Paryżu jako stypendysta rządu francuskiego na studiach w Sorbonie i szkole specjalnej „Ecole de Chauffe Rationelle”, gdzie uzyskał tytuł inżyniera ogrzewnictwa. W 1939 roku uzyskał stopień doktora. W czasie okupacji był wykładowcę w Państwowej Szkole Elektrycznej w Warszawie, a następnie w Państwowej Wyższej Szkole Technicznej w Warszawie.
Po zakończeniu wojny w 1945 roku przystąpił do pracy w Politechnice Łódzkiej w Katedrze Techniki Cieplnej. Po wyjeździe do Warszawy profesora Bohdana Stefanowskiego w 1949 został mianowany profesorem nadzwyczajnym Politechniki Łódzkiej. a od 1952 roku pełnił obowiązki kierownika Katedry Techniki Cieplnej na Wydziale Mechanicznym PŁ.